# Campeonato Capixaba de Futebol de 2023 - Série A
A Série A1 do Campeonato Capixaba de Futebol de 2023, ou Capixabão Banestes 2023 por motivos de patrocínio, foi a 107ª edição da principal divisão do futebol do Espírito Santo. É realizada e organizada pela Federação de Futebol do Estado do Espírito Santo e disputada por 10 clubes, sendo oito participantes do Capixabão de 2022 e o campeão e vice da Série B de 2022, Atlético Itapemirim e Porto Vitória, respectivamente.

## Regulamento
A fórmula de disputa é a mesma das quatro últimas edições. Na Primeira Fase, os dez participantes jogam entre si em turno único, com os oito melhores avançando às Quartas de Final. Os cinco times mais bem colocados na edição passado fazem cinco jogos com o mando de campo (Nova Venécia, Serra, Real Noroeste, Estrela do Norte e Vitória-ES), os demais fazem apenas quatro jogos com o mando. A Fase Final será disputada em sistema de mata-mata, onde os clubes se enfrentam em cruzamento olímpico com jogos de ida e volta, até as Finais. Os times com melhores campanhas na Primeira Fase terão o mando de campo nos jogos de volta da Fase Final. O campeão ganha o direito de disputar a Copa do Brasil 2024 e a Série D de 2024. As duas últimas equipes na Primeira Fase serão rebaixadas à Série B de 2024.

## Primeira Fase
| Pos | Equipes                | Pts | J | V | E | D | GP | GC | SG  | %  | Classificação               |
| --- | ---------------------- | --- | - | - | - | - | -- | -- | --- | -- | --------------------------- |
| 1   | Vitória-ES             | 19  | 9 | 6 | 1 | 2 | 20 | 8  | +12 | 70 | Classificado às Fase Final  |
| 2   | Porto Vitória          | 19  | 9 | 6 | 1 | 2 | 20 | 12 | +8  | 70 | Classificado às Fase Final  |
| 3   | Real Noroeste          | 18  | 9 | 6 | 0 | 3 | 15 | 9  | +6  | 67 | Classificado às Fase Final  |
| 4   | Nova Venécia           | 15  | 9 | 5 | 0 | 4 | 16 | 9  | +7  | 56 | Classificado às Fase Final  |
| 5   | Rio Branco-ES          | 15  | 9 | 5 | 0 | 4 | 11 | 12 | –1  | 56 | Classificado às Fase Final  |
| 6   | Serra                  | 15  | 9 | 4 | 3 | 2 | 15 | 11 | +4  | 56 | Classificado às Fase Final  |
| 7   | Desportiva Ferroviária | 11  | 9 | 3 | 2 | 4 | 8  | 14 | –6  | 41 | Classificado às Fase Final  |
| 8   | Estrela do Norte       | 10  | 9 | 3 | 1 | 5 | 9  | 11 | –2  | 37 | Classificado às Fase Final  |
| 9   | Vilavelhense           | 8   | 9 | 2 | 2 | 5 | 12 | 16 | –4  | 30 | Rebaixado à Série B de 2024 |
| 10  | Atlético Itapemirim    | 0   | 9 | 0 | 0 | 9 | 2  | 26 | –24 | 0  | Rebaixado à Série B de 2024 |

### Jogos
| 19 de janeiro | Serra          | 1 – 0 | Estrela do Norte | Robertão                             |
| 19:00         | Bruno Boca 23' |       |                  | Árbitro: ES Davi de Oliveira Lacerda |

| 20 de janeiro | Rio Branco-ES   | 1 – 2 | Porto Vitória                  | Kleber Andrade |
| 20:00         | João Manoel 87' |       | Edinho 8' · Matheus Bidick 66' |                |

| 21 de janeiro | Vitória-ES                              | 2 – 0 | Desportiva Ferroviária | Salvador Costa |
| 15:00         | Carlos Augusto 34' · Matheus Felipe 91' |       |                        |                |

| 21 de janeiro | Real Noroeste                                                    | 4 – 0 | Atlético Itapemirim | José Olímpio da Rocha |
| 19:00         | Lorran 14' · Manoel Nonato 35' · Mithian 41' · Carlos Damian 71' |       |                     |                       |

| 22 de janeiro | Nova Venécia                   | 2 – 0 | Vilavelhense | Arena do Leão |
| 16:00         | Pedro Roberto 64' · Toniel 86' |       |              |               |

| 25 de janeiro | Porto Vitória     | 1 – 3 | Vitória-ES                                      | Kleber Andrade |
| 20:00         | Alex da Silva 60' |       | João Paulo 10' · Rogivan 41' · Antônio Rosa 90' |                |

| 26 de janeiro | Estrela do Norte     | 1 – 0 | Nova Venécia | Sumaré |
| 20:00         | Matheus Santiago 01' |       |              |        |

| 27 de janeiro | Serra           | 1 – 2 | Real Noroeste                           | Robertão |
| 20:00         | Alex Camilo 46' |       | Victor Salvador 14' · Manoel Nonato 75' |          |

| 28 de janeiro | Vilavelhense                                      | 3 – 0 | Rio Branco-ES | Kleber Andrade |
| 15:00         | Ediwl 12' · Waldir Roque 35' (p) · Magnor 68' (p) |       |               |                |

| 29 de janeiro | Desportiva Ferroviária  | 2 – 0 | Atlético Itapemirim | Engenheiro Araripe |
| 10:00         | Walber 47' · Marlon 78' |       |                     |                    |

| 31 de janeiro | Nova Venécia                  | 2 – 1 | Serra           | Arena do Leão |
| 16:00         | Erick Romão 11' · Emerson 76' |       | Alex Camilo 70' |               |

| 31 de janeiro | Rio Branco-ES                  | 2 – 1 | Estrela do Norte    | Kleber Andrade |
| 19:00         | Paulo Ricardo 13' · Wagner 94' |       | Geraldo Batista 90' |                |

| 1 de fevereiro | Atlético Itapemirim | 1 – 3 | Porto Vitória                             | José Olívio Soares |
| 16:00          | Gian Carlos 98' (p) |       | José Anderson 35', 59' · Eder Luciano 92' |                    |

| 1 de fevereiro | Real Noroeste       | 1 – 0 | Desportiva Ferroviária | José Olímpio da Rocha |
| 20:00          | Marcos Vinicius 05' |       |                        |                       |

| 2 de fevereiro | Vitória-ES                               | 2 – 1 | Vilavelhense         | Salvador Costa |
| 15:00          | Alex Augusto 52' · Rodrigo Costa 80' (p) |       | Waldir Roque 59' (p) |                |

| 3 de fevereiro | Serra                              | 2 – 1 | Rio Branco-ES   | Robertão |
| 20:00          | Marcus Henrique 21' · Weverton 98' |       | João Victor 61' |          |

| 4 de fevereiro | Vilavelhense     | 1 – 0 | Atlético Itapemirim | Kleber Andrade |
| 16:00          | Waldir Roque 86' |       |                     |                |

| 5 de fevereiro | Nova Venécia | 0 – 1 | Real Noroeste | Arena do Leão |
| 15:00          |              |       | Geisandro 48' |               |

| 6 de fevereiro | Estrela do Norte   | 1 – 3 | Vitória-ES                                                        | Sumaré |
| 20:00          | Anderson Penna 78' |       | Antônio Rosa 30' (p) · Emerson Gonçalves 75' · Carlos Augusto 96' |        |

| 7 de fevereiro | Porto Vitória                                                                  | 4 – 0 | Desportiva Ferroviária | Kleber Andrade |
| 19:00          | Matheus Henrique 18' · João Gabriel 49' · Eder Luciano 68' · Natã de Souza 80' |       |                        |                |

| 10 de fevereiro | Desportiva Ferroviária              | 2 – 2 | Vilavelhense                                 | Engenheiro Araripe |
| 20:00           | Magno Nunes 29' · Luiz Fernando 82' |       | Daniel dos Santos 77' · Waldir Roque 89' (p) |                    |

| 11 de fevereiro | Rio Branco-ES                          | 2 – 1 | Nova Venécia      | Kleber Andrade |
| 16:00           | Fabrício Gomes 38' · Paulo Ricardo 75' |       | Vitor Alberto 73' |                |

| 11 de fevereiro | Real Noroeste                             | 3 – 1 | Porto Vitória        | José Olímpio da Rocha |
| 19:00           | Jarlesson 49', 87' · Anderson Balbino 74' |       | Matheus Henrique 79' |                       |

| 9 de fevereiro | Atlético Itapemirim | 0 – 2 | Estrela do Norte              | José Olívio Soares |
| 10:00          |                     |       | Matheus 02' · Linnick 82' (p) |                    |

| 12 de fevereiro | Vitória-ES                               | 2 – 2 | Serra                                  | Salvador Costa |
| 15:00           | Antônio Rosa 19' · Rodrigo Costa 52' (p) |       | Bruno Cavalcanti 02' · João Victor 28' |                |

| 15 de fevereiro | Rio Branco-ES   | 1 – 0 | Real Noroeste | Kleber Andrade |
| 19:00           | Erick Rocha 43' |       |               |                |

| 16 de fevereiro | Nova Venécia             | 2 – 1 | Vitória-ES            | Arena do Leão |
| 15:00           | Emerson 32' · Ismael 45' |       | Rodrigo Costa 22' (p) |               |

| 16 de fevereiro | Estrela do Norte  | 1 – 1 | Desportiva Ferroviária | Sumaré |
| 20:00           | Rafael Castro 63' |       | Ruan Ribeiro 65'       |        |

| 17 de fevereiro | Vilavelhense   | 1 – 4 | Porto Vitória                                          | Kleber Andrade |
| 15:00           | João Pedro 87' |       | Matheus Henrique 04', 60' · Gustavo Rodrigues 30', 64' |                |

| 15 de fevereiro | Serra                               | 2 – 0 | Atlético Itapemirim | Robertão |
| 20:00           | Diego Falcão 33' · Gleidson 77' (p) |       |                     |          |

| 23 de fevereiro | Porto Vitória        | 1 – 0 | Estrela do Norte | Kleber Andrade |
| 19:00           | Matheus Henrique 85' |       |                  |                |

| 24 de fevereiro | Desportiva Ferroviária | 0 – 2 | Serra                | Engenheiro Araripe |
| 20:00           |                        |       | Alex Camilo 04', 20' |                    |

| 25 de fevereiro | Real Noroeste                          | 2 – 1 | Vilavelhense | José Olímpio da Rocha |
| 16:00           | Manoel Nonato 45' · Eduardo Felipe 49' |       | Shaider 47'  |                       |

| 26 de fevereiro | Atlético Itapemirim | 0 – 5 | Nova Venécia                                                                                        | José Olívio Soares |
| 18:30           |                     |       | Tiago Almeida 53' · Douglas Martins 64' · Christian Corona 66' · Alison Henrique 77' · Tony 89' (p) |                    |

| 26 de fevereiro | Vitória-ES | 0 − 1 | Rio Branco-ES        | Estádio Salvador Costa, Vitória |
| 16:00           |            |       | Gabriel Henrique 78' |                                 |

| 2 de março | Rio Branco-ES                     | 2 – 1 | Atlético Itapemirim  | Kleber Andrade |
| 19:45      | José Arthur 25' · Erick Rocha 34' |       | Gabriel Henrique 44' |                |

| 3 de março | Serra               | 1 – 1 | Porto Vitória            | Robertão |
| 20:00      | Marcus Henrique 48' |       | Matheus Henrique 31' (p) |          |

| 4 de março | Vitória-ES                        | 2 – 0 | Real Noroeste | Salvador Costa |
| 15:00      | João Paulo 35' · Antônio Rosa 38' |       |               |                |

| 5 de março | Nova Venécia                            | 2 – 0 | Desportiva Ferroviária | Arena do Leão |
| 16:15      | Maicon Araújo 46' · Douglas Martins 73' |       |                        |               |

| 6 de março | Estrela do Norte | 1 – 0 | Vilavelhense | Sumaré |
| 20:00      | Linnick 69'      |       |              |        |

| 11 de março | Real Noroeste               | 3 – 2 | Estrela do Norte | José Olímpio da Rocha |
| 15:00       | Lorran 02' · Piauí 47', 63' |       | Gugu 50', 86'    |                       |

| 11 de março | Atlético Itapemirim | 0 – 5 | Vitória-ES                                                   | José Olívio Soares |
| 15:00       |                     |       | João Paulo 16', 51' · Renzo 57' · Tony 72' · Rodriguinho 94' |                    |

| 11 de março | Vilavelhense                                             | 3 – 3 | Serra                                        | Kleber Andrade |
| 15:00       | Waldir Roque 27' · Antônio Junior 34' · Bruno Paixão 40' |       | Lucas Bala 10' · Camilo 39' · Bruno Boca 53' |                |

| 11 de março | Desportiva Ferroviária          | 2 – 1 | Rio Branco-ES    | Engenheiro Araripe |
| 15:00       | Jean Rodrigues 34' · Tenner 57' |       | Caio Martins 68' |                    |

| 11 de março | Porto Vitória                                       | 3 – 2 | Nova Venécia                 | Kleber Andrade |
| 15:00       | Matheus Bidick 30' · Edinho 33' · Jarles Baiano 57' |       | Tiago Bettim 60' · Vitão 63' |                |

## Fase Final
Em itálico os clubes que possuem o mando de campo no primeiro jogo. Em negrito, os classificados.
|  | Quartas de final       | Quartas de final | Quartas de final | Quartas de final |       |               | Semifinais                | Semifinais                | Semifinais                | Semifinais                |  |               | Final            | Final            | Final            | Final            |  |  |
|  | 17 a 26 de março       | 17 a 26 de março | 17 a 26 de março | 17 a 26 de março |       |               | 31 de março a 08 de abril | 31 de março a 08 de abril | 31 de março a 08 de abril | 31 de março a 08 de abril |  |               | 15 a 23 de abril | 15 a 23 de abril | 15 a 23 de abril | 15 a 23 de abril |  |  |
|  |                        |                  |                  |                  |       |               |                           |                           |                           |                           |  |               |                  |                  |                  |                  |  |  |
|  | Porto Vitória          | 2                | 1                | 3                |       |               |                           |                           |                           |                           |  |               |                  |                  |                  |                  |  |  |
|  | Desportiva Ferroviária | 2                | 1                | 3                |       |               |                           |                           |                           |                           |  |               |                  |                  |                  |                  |  |  |
|  | Desportiva Ferroviária | 2                | 1                | 3                |       | Porto Vitória | 1                         | 1                         | 2 (2)                     |                           |  |               |                  |                  |                  |                  |  |  |
|  |                        |                  |                  |                  |       | Porto Vitória | 1                         | 1                         | 2 (2)                     |                           |  |               |                  |                  |                  |                  |  |  |
|  |                        | Real Noroeste    | 2                | 0                | 2 (3) |               |                           |                           |                           |                           |  |               |                  |                  |                  |                  |  |  |
|  | Real Noroeste          | Real Noroeste    | 2                | 0                | 2 (3) | 1             | 1                         | 2                         |                           |                           |  |               |                  |                  |                  |                  |  |  |
|  | Real Noroeste          |                  |                  |                  |       | 1             | 1                         | 2                         |                           |                           |  |               |                  |                  |                  |                  |  |  |
|  | Serra                  | 2                | 0                | 2                |       |               |                           |                           |                           |                           |  |               |                  |                  |                  |                  |  |  |
|  | Serra                  | 2                | 0                | 2                |       |               |                           |                           |                           |                           |  | Real Noroeste | 0                | 3                | 3                |                  |  |  |
|  |                        |                  |                  |                  |       |               |                           |                           |                           |                           |  | Real Noroeste | 0                | 3                | 3                |                  |  |  |
|  |                        | Nova Venécia     | 0                | 1                | 1     |               |                           |                           |                           |                           |  |               |                  |                  |                  |                  |  |  |
|  | Vitória-ES             | Nova Venécia     | 0                | 1                | 1     | 2             | 1                         | 3                         |                           |                           |  |               |                  |                  |                  |                  |  |  |
|  | Vitória-ES             |                  |                  |                  |       | 2             | 1                         | 3                         |                           |                           |  |               |                  |                  |                  |                  |  |  |
|  | Estrela do Norte       | 1                | 2                | 3                |       |               |                           |                           |                           |                           |  |               |                  |                  |                  |                  |  |  |
|  | Estrela do Norte       | 1                | 2                | 3                |       | Vitória-ES    | 1                         | 2                         | 3 (7)                     |                           |  |               |                  |                  |                  |                  |  |  |
|  |                        |                  |                  |                  |       | Vitória-ES    | 1                         | 2                         | 3 (7)                     |                           |  |               |                  |                  |                  |                  |  |  |
|  |                        | Nova Venécia     | 3                | 0                | 3 (8) |               |                           |                           |                           |                           |  |               |                  |                  |                  |                  |  |  |
|  | Nova Venécia           | Nova Venécia     | 3                | 0                | 3 (8) | 2             | 3                         | 5                         |                           |                           |  |               |                  |                  |                  |                  |  |  |
|  | Nova Venécia           |                  |                  |                  |       | 2             | 3                         | 5                         |                           |                           |  |               |                  |                  |                  |                  |  |  |
|  | Rio Branco-ES          | 2                | 0                | 2                |       |               |                           |                           |                           |                           |  |               |                  |                  |                  |                  |  |  |

## Premiação
| Campeonato Capixaba de 2023       |
| --------------------------------- |
| Espírito Santo (estado)           |
| Real Noroeste Campeão (3º título) |

## Técnicos
| Equipe                 | Técnico                  |
| ---------------------- | ------------------------ |
| Atlético Itapemirim    | Mádisson Souza (1ª—)     |
| Desportiva Ferroviária | Antônio Carlos Roy (1ª—) |
| Estrela do Norte       | Vladimir de Jesus (1ª—)  |
| Nova Venécia           | Cássio Barros (1ª—)      |
| Porto Vitória          | Erich Bomfim (1ª—)       |
| Real Noroeste          | Duzinho Reis (1ª—)       |
| Rio Branco-ES          | Eleomar Pereira (1ª—)    |
| Serra                  | Ney Barreto (1ª—)        |
| Vilavelhense           | Fellipi Marques (1ª—)    |
| Vitória-ES             | Rodrigo César (1ª—)      |

## Estatísticas
Atualizado em 11 de abril de 2023

### Artilharia
| Gols[carece de fontes?] | Jogador        | Equipe        |
| ----------------------- | -------------- | ------------- |
| 9                       | Matheus Bidick | Porto Vitória |
| 8                       | Edinho         | Porto Vitória |
| 7                       | Piauí          | Real Noroeste |
| 6                       | Tony           | Vitória-ES    |
| 5                       | Camilo         | Serra         |
| 5                       | João Paulo     | Vitória-ES    |
| 5                       | Rodriguinho    | Vitória-ES    |
| 5                       | Waldir Roque   | Vilavelhense  |

### Hat-tricks
| Jogador | Clube | Adversário | Placar | Data | Ref. |
| ------- | ----- | ---------- | ------ | ---- | ---- |